# شویی
شویی (انگلیسی: Shoei) یک شرکت ژاپنی است که کلاه های ایمنی موتورسیکلت تولید میکند. کلاه های ایمنی ساخت این شرکت در ژاپن بسیار محبوب هستند.